# Calabozoidae
Calabozoidae är en familj av kräftdjur. Calabozoidae ingår i ordningen gråsuggor och tånglöss, klassen storkräftor, fylumet leddjur och riket djur. Enligt Catalogue of Life omfattar familjen Calabozoidae 2 arter. 
Kladogram enligt Catalogue of Life:
| Calabozoidae | \| \| Calabozoa \| \| \| \| \| \| Pongycarcinia \| \| \| \| |
|              | \| \| Calabozoa \| \| \| \| \| \| Pongycarcinia \| \| \| \| |
|              | Calabozoa                                                   |
|              |                                                             |
|              | Pongycarcinia                                               |
|              |                                                             |